# Stenosemia aurita
Stenosemia aurita là một loài thực vật có mạch trong họ Dryopteridaceae. Loài này được (Sw.) C. Presl miêu tả khoa học đầu tiên năm 1836.